# Peter Engberg
Peter Engberg (28. maj 1946) er en dansk instruktør. Han har instrueret mange prisbelønnede dokumentarfilm, men har også selv medvirket i film.

## Filmografi
- Ang.: Lone, 1970 - Han spillede chauffør i jeep
- Eftersøgningen, 1971 - Instruktør
- Når vinden blæser, 1986 - Oversættelse
- Peter von Scholten, 1987 - Fotograf
- Transformationer - verdener i forvandling, 1988 - Instruktør
- Nu - et øjeblik på Jorden, 1992 - Instruktør
- Øje blikke, 1993 - Instruktør
- En verden uden tid og sted, 1995 - Fotograf
- Fremskridt - et nyt årtusinde, 1999 - Instruktør
- Min avatar og mig, 2010 - Medvirkende